# Praça de Toiros de Salvaterra de Magos
A Praça de Toiros de Salvaterra de Magos é uma Praça de Toiros localizada na vila de Salvaterra de Magos. Foi inaugurada a 1 de Agosto de 1920. Encontra-se classificada administrativamente como de 2ª Categoria.

## História
Salvaterra de Magos tem antiquíssimas tradições taurinas, com a realização de corridas de toiros documentadas desde o século XVII. Até meados do século XIX os espectáculos tauromáquicos decorriam em Praças amovíveis em madeira, passando depois a decorrer em Praças de madeira permanentes. 
Após a inauguração da Praça de Toiros de Benavente em 1918, um grupo de aficionados salvaterrenses decidiu que Salvaterra de Magos não deveria ficar atrás do concelho vizinho em termos de equipamentos taurinos e que se impunha a construção de uma nova Praça permanente e em alvenaria.
A Comissão Construtora era constituída por Pedro Sousa Marques, Luiz Gonçalves da Luz, Augusto da Luz, Carlos Alberto Rebelo, Francisco Maria Gonçalves, Augusto da Silva, Manuel Lopes Gonçalves, Francisco Morais, António Henriques Alexandre, Augusto de Almeida e José Luiz das Neves. Contaram ainda com beneméritos como Porfírio Neves da Silva e José de Menezes.   
O Ministro do Comércio de então, Jorge Nunes, acedeu ao pedido dos promotores e concedeu auxílio do Estado com materiais para as obras.
Uma vez concluídas as obras formou-se a Comissão organizadora das corridas, integrada por: António de Sousa Vinagre, Dr. Armando de Sousa Calado, Dr. Roberto Ferreira da Fonseca, José Rebelo Andrade e Henrique Costa Freire.
A corrida inaugural da nova Praça de Toiros de Salvaterra de Magos decorreu em 1 de Agosto de 1920. Frente a um curro de 10 toiros da ganadaria Roberto e Roberto actuaram os cavaleiros José Casimiro, Adolfo Macebeiro Tomé, Vital Mendes Francisco Rocha, Mateus Falcão e Manuel dos Santos, sendo os forcados comandados por Manuel Burrico. O Director de Corrida foi Roberto Jacob da Fonseca.
Mais tarde, estando saldadas todas as dívidas decorrentes da construção, a Comissão Construtora ofereceu a Praça à Santa Casa da Misericórdia de Salvaterra de Magos.

## Descrição
De estilo clássico e com capacidade para 3.992 lugares, o edifício consta de planta circular, com bancadas corridas. Cerca da Praça encontra-se um conjunto escultórico de grandes dimensões, forjado em bronze, que consta de um campino a cavalo a impôr um varada a um toiro, verdadeiro ex-libris taurino da vila de Salvaterra de Magos.

## A última corrida real em Salvaterra

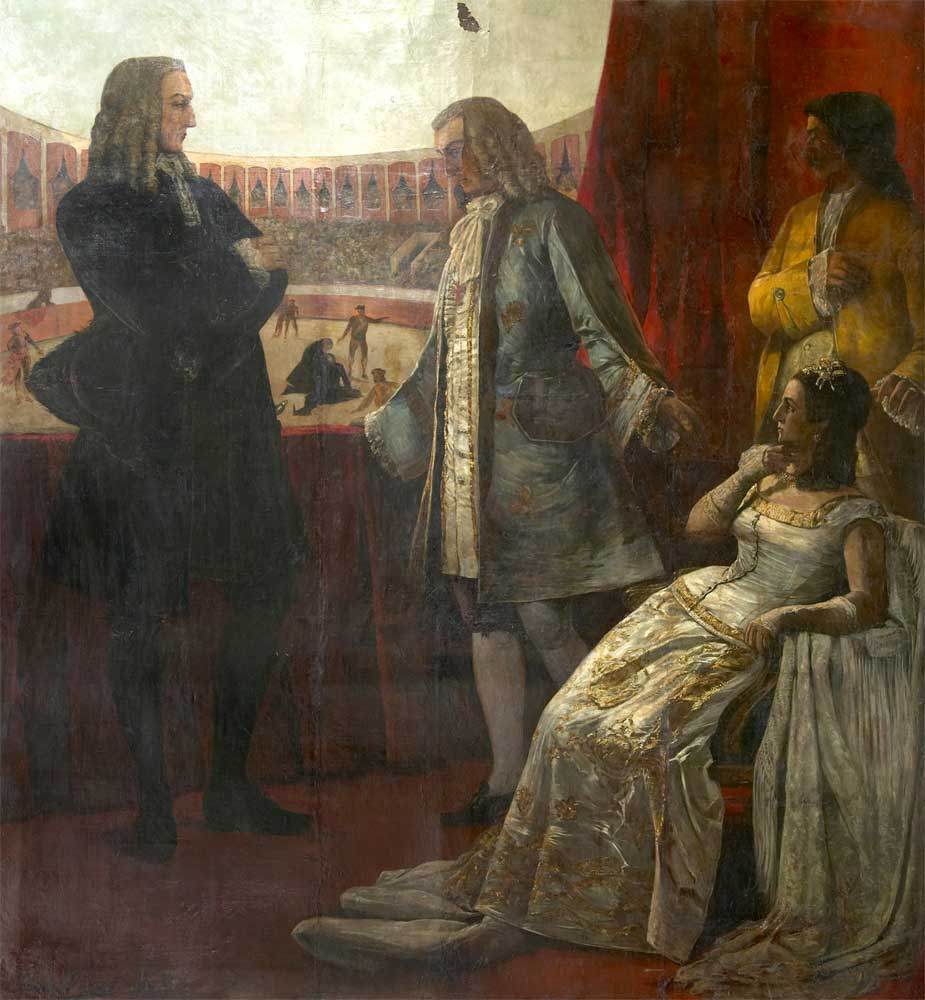
A morte do Conde dos Arcos em Salvaterra de Magos.

Ocorreu um relevante episódio histórico em Salvaterra de Magos no século XVIII, durante o reinado de D. José I. Nesse tempo a Família Real tinha um Palácio de veraneio em Salvaterra de Magos, para onde anualmente se dirigia para, juntamente com a Corte, se dedicar à caça, a passeios campestres e, também, à tauromaquia.
Durante uma corrida real realizada em  21 de Fevereiro de 1776 na praça principal da vila, estando presentes o Rei, a Rainha, a restante Família Real, o Marquês de Pombal, grande parte da Corte e embaixadores estrangeiros, deu-se uma colhida que se veio a revelar fatal para D. Manuel José de Noronha e Menezes, 7.º Conde dos Arcos. O Conde dos Arcos integrava a corrida como cavaleiro e durante a sua primeira lide o toiro, negro, de grandes dimensões e bravura, colheu e trespassou o cavalo, provocando a sua queda e a do cavaleiro, que ficou ferido numa perna e impossibilitado de se levantar, para em seguida arremessar e trespassar o cavaleiro na barriga, matando-o de imediato. O Marquês de Marialva, pai do Conde dos Arcos, estava presente na assistência e desceu então à arena, disposto a arriscar a vida para matar o toiro com a sua própria espada. Temendo mais outra morte vários fidalgos tentaram demovê-lo e o próprio Rei D. José I ordenou que desistisse de tão temerária atitude, mas o velho fidalgo replicou: El-Rei manda nos vivos e eu vou morrer! O Marquês de Marialva, emocionado mas destemido, acabou por estoquear e matar o toiro, vingando assim a morte do filho.
O Marquês de Pombal levantou-se no camarote real e proferiu então uma frase célebre: Portugal precisa de fidalgos para a Guerra, não pode perdê-los na arena. O Rei D. José I, impressionado, disse então: Foi a última corrida, Ministro. A morte do Conde dos Arcos acabou com os touros reais enquanto eu reinar. E assim sucedeu, durante o reinado de D. José I nunca mais se realizaram corridas de toiros em Salvaterra. Mas a população da vila não se conformou com a restrição das suas tradições e após a morte do Rei, ocorrida no ano seguinte, em 1777, as corridas de toiros voltaram a Salvaterra de Magos, o que se mantém até hoje.
Modernamente geraram-se dúvidas acerca do relato de Rebelo da Silva, impactante na literatura e na arte portuguesas do século XIX, sendo por vezes referido que a morte do Conde dos Arcos seria verídica mas ocorrida num brinco na lezíria, já depois da morte do Rei D. José I. Na verdade os estudos historiográficos e documentais confirmam a morte do Conde dos Arcos em 21 de Fevereiro de 1776 perante D. José I e a Corte em Salvaterra de Magos. Brinco era um dos termos da época para o que é hoje chamado de corrida à portuguesa. O túmulo do Conde dos Arcos encontra-se na Igreja de Salvaterra de Magos.
Quando o Rei D. Miguel I, conhecido apreciador de corridas reais, regulamentou o traje de cavaleiro tauromáquico, definiu como regra o uso do traje do século XVIII e adicionou-lhe um laço negro no topo das costas da casaca, em sinal de luto pela morte do Conde dos Arcos. O traje e o laço negro são usados até hoje pelos cavaleiros tauromáquicos portugueses.